# 啁啾脉冲放大
啁啾脉冲放大（英語：Chirped pulse amplification, 缩写: CPA）是一种用于放大激光超短脉冲直到达到拍瓦（petawatt）水平的技术，其中激光脉冲在放大之前在时间上和光谱上被拉伸。
啁啾脉冲放大技术是目前世界上除了功率约为500 TW的国家点火装置之外的所有最高功率激光器（大于约100 TW）使用的最先进技术。 这些激光器的一些例子是拉塞福－阿普顿实验室的中央激光设施的Vulcan拍瓦升级，内布拉斯加大学林肯分校的Diocles激光器，大阪大学激光工程研究所GEKKO XII设施的Gekko拍瓦激光器， 罗切斯特大学激光能量学实验室的OMEGA EP激光器，和劳伦斯利弗莫尔国家实验室前Nova雷射现已拆除的拍瓦系列。除了这些最先进的研究系统之外，许多商业制造商还销售钛-蓝宝石型啁啾脉冲放大，峰值功率为10到100 GW。
使用啁啾脉冲放大技术，设置强度高达1022 W /cm²的激光器，脉冲长度为几个飞秒（10-15秒）。

## 背景

图1. 具有负色散的基于光栅的压缩器的示意图布局，即短波长（蓝色）首先出现。

啁啾脉冲放大技术是最初被发明于1960年用来增加雷达可用功率的技术。用于激光的啁啾脉冲放大技术于1985年由当时在罗彻斯特大学的热拉尔·穆鲁和唐娜·斯特里克兰引入，他们于2018年获得诺贝尔物理学奖。

## 原理
光脉冲越短，所包含频率的频谱越宽。 这是由于光脉冲描述为波包（参见同一篇文章）。 对于高斯波包，在时间长度Δt和谱宽Δω之间应用以下关系：
{\displaystyle \Delta t\propto {\frac {1}{\Delta \omega }}.}
光学元件可以不同地折射或延迟不同频率的光。 通过布置光学元件，主要使用栅格和棱镜，可以不同地延迟（短）激光脉冲的不同频率分量，并且可以在空间上分离和再次压缩脉冲。

## 参阅
- 群速度
- 锁模技术
- 飞秒技术（英语：Femtotechnology）
- 钛-蓝宝石激光（英语：Ti-sapphire laser）
- 超短脉冲（英语：Ultrashort pulse）